# لیزا اولدنهاف
لیزا اولدنهاف (انگلیسی: Lisa Oldenhof؛ زادهٔ ۲۶ مارس ۱۹۸۰) قایقران کایاک و قایقران کانو اهل استرالیا است.